# Estação Plaza Italia
A Estação Plaza Italia é uma das estações do Metro de Buenos Aires, situada em Buenos Aires, entre a Estação Scalabrini Ortiz e a Estação Palermo. Faz parte da Linha D.
Foi inaugurada em 29 de dezembro de 1938. Localiza-se no cruzamento da Avenida Santa Fe com a Avenida Sarmiento. Atende o bairro de Palermo.